# Gbédissaga
Gbédissaga est une commune située dans le département de Fada N'Gourma de la province du Gourma dans la région de l'Est au Burkina Faso.

## Géographie
Gbédissaga est situé à 25 km à l'Est de Fada N'Gourma, chef-lieu du département, de la province et capitale de la région, et à 5 km à l'Ouest de Namoungou. La commune est traversée par la route nationale 4.

## Économie
De fait de sa localisation sur la RN4, Gbédissaga est un centre d'échanges commerciaux avec les communes du Sud-Est du département.

## Santé et éducation
Le centre de soins le plus proche de Gbédissaga est le centre de santé et de promotion sociale (CSPS) de Namoungou.